# Românisme - Partea I
"Romanisme" este al treilea album lansat in 2009 de Puya. Invitati pe album sunt: George Hora, Cedry2k, Cabron, Yoni, Karie, Sisu, Lora si Lemonia.

## Tracklist
1. Intro 
2. Vocooderu' lu' George 
3. Undeva în Balcani feat George Hora
4. Aaaa!!! (nu vezi nimic) feat Cedry2k
5. Sus pe bar
6. Luni, marți, miercuri… 
7. Merită un Oscar feat Cabron si Yoni
8. Îmbrăcat la 4 ace feat Cabron si Karie
9. Ohh, feat Yolo
10. Ce bine e sa fii pește feat Sisu si Cabron
11. Puștoaica feat Lora 
12. N-am bani de la tata feat Lemonia
13. Yeu, yeu, yeu feat Cedry2k